# Braunsapis rugosella
Braunsapis rugosella är en biart som först beskrevs av Cockerell 1936.  Braunsapis rugosella ingår i släktet Braunsapis och familjen långtungebin. Inga underarter finns listade.